# Camel (Band)
Camel ist eine britische Progressive-Rock-Band um Sänger und Gitarrist Andrew „Andy“ Latimer.

## Geschichte
Camel wurde 1971 gegründet, als Peter Bardens zu der aus Andrew Latimer, Andy Ward und Doug Ferguson bestehenden Band The Brew stieß. Schnell änderte man den Bandnamen in Camel und spielte zum ersten Mal vor größerem Publikum im Waltham Forest Technical College zusammen mit der Band Wishbone Ash. Ihr erstes Album veröffentlichte Camel im Jahre 1973 bei dem Label MCA Records. Nach dem finanziellen Misserfolg der ersten Aufnahmen wechselten sie zu Decca Records. Dort veröffentlichten Camel 1974 ihr zweites, weitaus erfolgreicheres Album Mirage. In den folgenden zwei Jahren wurden die ebenso erfolgreichen Alben The Snow Goose und Moonmadness veröffentlicht. 
Die Konstante der Band ist Gründungsmitglied Andrew Latimer, ansonsten ist die Bandgeschichte von personellen Wechseln geprägt. 1977 verließ Gründungsmitglied Doug Ferguson Camel, 1978 dann Peter Bardens. 1981 verließ auch Schlagzeuger Andy Ward die Band. Daraufhin legte Camel eine kreative Pause ein.
1982 formierten sich Camel mit Andrew Latimer, Kit Watkins, Andy Dalby, Chris Rainbow, Stuart Tosh und David Paton neu und spielte das Album The Single Factor ein, das musikalisch einen Umbruch bedeutete. Die Band wandte sich einfacheren Kompositionen zu. In den 1990er Jahren zog Latimer in die USA und veröffentlichte mit Dust and Dreams das erste Album unter seinem eigenen Label Camel Productions. 1996 folgte das Album Harbour of Tears. Nach einer ausgedehnten Tournee im Jahre 1997 produzierten Camel 1999 ihr Album Rajaz in der Besetzung Andrew Latimer, Dave Stewart und Colin Bass.
Seit 1992 ist Andy Latimer an der Blutkrankheit Polycythaemia vera (PV) erkrankt, die inzwischen eine Myelofibrose nach sich gezogen hat. 2002 widmete Andy Latimer das Album A Nod and a Wink dem gerade verstorbenen Ex-Bandmitglied Peter Bardens. 2003 folgte eine weitere Tournee. 2013 tourte Camel durch Europa. Drei der zehn Konzerte fanden Ende Oktober 2013 in Deutschland statt. Im März 2014 fand eine zweite Europa-Tournee statt, die durch die Niederlande, Belgien, Deutschland, das Vereinigte Königreich, Portugal, Spanien und Italien führte. 
Am 22. Februar 2015 starb der ehemalige Sänger Chris Rainbow im Alter von 68 Jahren. Am 27. April 2015 starb Guy LeBlanc, ein früherer Keyboarder der Band.

## Stil

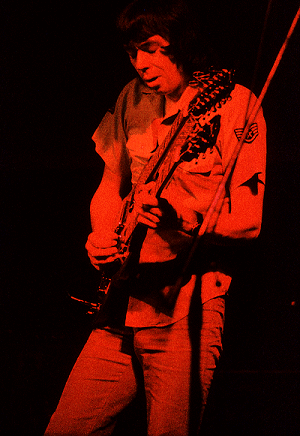
Andrew Latimer (1977)

In den 1970er-Jahren spielte Camel vor allem Progressive Rock. Bekannt wurde die Band durch ihre melodischen Kompositionen mit langen Instrumentalteilen. Hier tat sich besonders Bandleader Andrew Latimer durch sein Gitarren- und Querflötenspiel hervor.
In den 1980er-Jahren näherte sich Camel mit kürzeren und prägnanteren Titeln dem Mainstream der Rock- und Popmusik an. In den 1990er-Jahren kehrte man aber nach einigen personellen Wechseln zu den progressiven Ursprüngen der Band zurück und erweiterte sie teilweise um eine Folk-Komponente.

## Diskografie

### Studioalben
| Jahr | Titel                              | Höchstplatzierung, Gesamtwochen, AuszeichnungChartplatzierungen (Jahr, Titel, Platzierungen, Wochen, Auszeichnungen, Anmerkungen) | Höchstplatzierung, Gesamtwochen, AuszeichnungChartplatzierungen (Jahr, Titel, Platzierungen, Wochen, Auszeichnungen, Anmerkungen) | Höchstplatzierung, Gesamtwochen, AuszeichnungChartplatzierungen (Jahr, Titel, Platzierungen, Wochen, Auszeichnungen, Anmerkungen) | Anmerkungen |
| Jahr | Titel                              | DE | UK | US | Anmerkungen |
| ---- | ---------------------------------- | --- | --- | --- | ----------- |
| 1974 | Mirage                             | — | — | US149 (13 Wo.)US |             |
| 1975 | (Music Inspired By) The Snow Goose | — | UK22 Silber · (13 Wo.)UK | US162 (5 Wo.)US |             |
| 1976 | Moonmadness                        | — | UK15 Silber · (6 Wo.)UK | US118 (13 Wo.)US |             |
| 1977 | Rain Dances                        | DE49 (1 Wo.)DE | UK20 (8 Wo.)UK | US136 (5 Wo.)US |             |
| 1978 | Breathless                         | DE40 (2 Wo.)DE | UK26 (1 Wo.)UK | US134 (10 Wo.)US |             |
| 1979 | I Can See Your House from Here     | — | UK45 (3 Wo.)UK | — |             |
| 1981 | Nude                               | DE65 (1 Wo.)DE | UK34 (7 Wo.)UK | — |             |
| 1982 | The Single Factor                  | — | UK57 (5 Wo.)UK | — |             |
| 1984 | Stationary Traveller               | — | UK57 (5 Wo.)UK | — |             |

Weitere Studioalben
- 1973 – Camel
- 1991 – Dust and Dreams
- 1996 – Harbour of Tears
- 1999 – Rajaz
- 2002 – A Nod and a Wink
- 2013 – The Snow Goose (Neueinspielung)

### Livealben
| Jahr | Titel         | Höchstplatzierung, Gesamtwochen, AuszeichnungChartsChartplatzierungen (Jahr, Titel, Platzierungen, Wochen, Auszeichnungen, Anmerkungen) | Anmerkungen |
| Jahr | Titel         | DE | Anmerkungen |
| ---- | ------------- | --- | ----------- |
| 1978 | A Live Record | DE34 (1 Wo.)DE |             |

Weitere Livealben
- 1984 – Pressure Points – Live in Concert
- 1992 – On the Road 1972
- 1993 – Never Let Go (5. September 1992, Enschede, NL)
- 1994 – On the Road 1982
- 1997 – On the Road 1981
- 1998 – Coming of Age (13. März 1997, Billboard, Los Angeles, USA)
- 2000 – Gods of Light 73 – 75
- 2001 – The Paris Collection (30. Oktober 2000, Bataclan-Club, FR)

### Kompilationen
| Jahr | Titel                                      | Höchstplatzierung, Gesamtwochen, AuszeichnungChartsChartplatzierungen (Jahr, Titel, Platzierungen, Wochen, Auszeichnungen, Anmerkungen) | Anmerkungen |
| Jahr | Titel                                      | DE | Anmerkungen |
| ---- | ------------------------------------------ | --- | ----------- |
| 2023 | Air Born – The MCA & Decca Years 1973–1984 | DE40 (1 Wo.)DE |             |

Weitere Kompilationen
- 1981 – Chameleon – The Best of Camel
- 1986 – A Compact Compilation
- 1986 – The Collection
- 1991 – Landscapes
- 1993 – Echoes
- 1997 – Camel – Master Series (25th Anniversary Compilation)
- 2001 – Lunar Sea
- 2010 – Rainbows End: Camel Anthology 1973 – 1985 (4-CD-Box)

### Singles
- 1973 – Never Let Go / Curiosity
- 1975 – Flight of the Snow Goose / Rhayader
- 1975 – The Snow Goose / Freefall
- 1976 – Another Night / Lunar Sea (live)
- 1977 – Highways of the Sun / Tell Me
- 1978 – Breathless / Wing and a Prayer (Japan)
- 1979 – Your Love Is Stranger Than Mine / Neon Magic
- 1979 – I Can See Your House from Here (Flexi-Single)
- 1980 – Remote Romance / Rainbow’s End
- 1981 – Lies / Changing Places
- 1982 – No Easy Answer / Manic
- 1982 – No Easy Answer / Heroes (Japan)
- 1982 – Selva / Camelouge
- 1984 – Long Goodbyes / Walzing Fraulein
- 1984 – Cloak and Dagger Man / Pressure Points
- 1986 – Captured / Captured (live)

### Videoalben
- 2002 – Coming of Age (live, 13. März 1997, Billboard, Los Angeles, USA)
- 2003 – Pressure Points (live, 11. Mai 1984, Hammersmith Odeon, London, UK)
- 2003 – Curriculum Vitae
- 2004 – Footage
- 2005 – Footage II
- 2007 – Total Pressure (live, 11. Mai 1984, Hammersmith Odeon, London, UK, das komplette Konzert sowie weitere 4 Bonustracks und 1 Interview mit Andrew Latimer)
- 2007 – Moondance (live, 14. April 1976, Hammersmith Odeon, London, UK Bonus: Autumn (1974) and Riverman (1975))
- 2010 – The Opening Farewell (live, 2003 at the Catalyst, US)
- 2014 – In from the Cold (live, 2013 at the Barbican, London)
- 2017 – Ichigo Ichie (live, in Japan 2016)
- 2019 – Camel at the Royal Albert Hall (live, 17th September, 2018, Royal Albert Hall, London)

## Sonstiges
Andrew Latimer gründete 1991 unter dem Namen Camel Productions ein eigenes Plattenlabel, unter dem die Alben von Camel vertrieben werden. Dadurch lässt sich auch die große Zahl an Live-Alben in den 90er-Jahren erklären.